# 砂棲俯海鯰
砂棲俯海鯰為輻鰭魚綱鯰形目海鯰科的其中一種，分布於南美洲蓋亞那至巴西北部淡水流域，體長可達25公分，棲息在底中層水域，屬肉食性，生活習性不明。

## 擴展閱讀
維基物種上的相關：砂棲俯海鯰